# Шэн-цзун
Шэн-цзун (16 января 972 — 25 июня 1031), киданьское личное имя Елюй Вэньшуну, китайское имя Елюй Лунсюй — шестой император киданьской империи Ляо. Его правление, несмотря на отсутствие у самого императора особого желания к руководству, стало весьма благоприятным для киданей, ввиду отсутствия внутренних конфликтов и благоприятному завершению крупных войн с соседями. Основной проблемой стало учащение мелких конфликтов с племенами на западе и востоке Ляоского государства.

## Жизнь до вступления на трон
С раннего возраста увлекался чтением и каллиграфией, в 10 лет сочинял стихи.
В 980 году пожалован титул Лян-вана.

## Вступление на престол
Стал наследником своего отца — императора Цзин-цзуна в возрасте 12 лет.
Малолетний император ещё не мог править, и по завещанию Цзин-цзуна вместо Ляо управляла вдовствующая императрица Сяо Яньянь (Чэнтянь). Она правила 27 лет, до своей смерти в 1009 году. Император предпочитал заниматься не государственными делами, а охотой, чтением, поэзией, а также философией и музыкой. Современники отмечали, что он был весьма талантливым человеком.
Императрица Яньянь обратилась за помощью к двум могущественным полководцам своего мужа: Елюю Сечжэню и Хань Дэжану. В 10-м месяце 982 года состоялась коронация, была объявлена амнистия.

## Внутренняя политика
Правление начал с назначений и исполнения завещаний Цзин-цзуна. Своего единокровного брата назначил Нин-ваном, в соответствии с завещанием. Герой войны с Сун, Елюй Сюгэ, был назначен губернатором Пекина, ему были переданы все южные войска. В короткий срок Сюгэ смог обеспечить надёжную и укреплённую границу с Сун.
Первый полный самостоятельный год правления был объявлен эрой Тун-хэ (всеобщая гармония). Все чиновники и офицеры были представлены к повышению. В указе император требовал от начальников уездов отказывать губернаторам в чрезмерной передаче средств из уездов и округов на областной уровень. Предписывалось поощрять большие крестьянские семьи, которые живут не разделяясь. В 985 году император освободил от исполнения государственных повинностей 5 малых киданьских племён из-за их бедности и маленьких семей.
В 991 году императору была преподнесена первая историческая хроника Ляо «Правдивые записи».
В 992 году император издал указ, запрещавший приносить в жертву лошадей на поминках, а также хоронить в могилах вместе с доспехами, оружием, золотой и серебряной посудой.
В 994 году двором было одобрена практика, при которой суду в случае разбоя предавали только виновного, хотя по киданьским обычаям наказанию подлежали все братья преступника.
После заключения мира с Сун в 1005 году у киданей освободились силы для восстановления своего государства. Большинство государственных рабов было отпущено на свободу. Была проведена административная реформа. Из Вьетнама привезли новые сорта риса. Мир привёл к быстрому росту китайского населения в Ляо.
В 1011 году было разрешено клеймить лицо преступников даже из рода Елюй.
В 1013 году был издан закон, по которому ребёнок, отданный в рабы за долг родителей, мог получить свободу: за каждый день рабства от долга родителей отнималось 10 монет и, когда долг погашался, ребёнок мог вернуться в семью.
В 1022 году Ляо пострадало от землетрясения.
В 1026 году император приказал наказывать каторгой чиновников-взяточников, не делая исключения и для своих родственников.

### Экзаменационная система
В 988 году император ввёл формальную систему экзаменов для получения квалификации на занятие государственных должностей. Использовалась модель, разработанная династиями Хань, Тан и Сун. На первых экзаменах получили степени только трое из пяти кандидатов. Весной 989 года в Ляо переселилось 17 сунских учёных со степенью цзиньши, одни из них были зачислены в академию, другие получили руководящие посты. Экзамены проводились раз в 3 года. На экзаменах 1014 года число получивших степени увеличилось с 30 до 130.
Всё же большинство получивших степень цзиньши так и не были назначены на должность. Киданьская знать, не допускавшаяся к экзаменам, получала назначения на должность по протекции, независимо от знаний. В 994 году император разрешил допускать к экзаменам всех способных, исключая «людей порочных, склонных к преступлению».

### Распространение буддизма
Император был активным покровителем буддизма. Он перестроил монастырь Дулэ. По некоторым сообщениям, возможно преувеличенным, число монахов и монахинь достигало 10 % населения Ляо. Распространению буддизма способствовал тот факт, что правительство воспринимало его скорее как религию уйгуров, чем китайцев, так что покровительство буддизму было политически безопасно для императоров Ляо. Большинство буддийских памятников Ляо находится в южной части государства, где жило оседлое население, так что нельзя судить о его распространенности среди простых киданей-кочевников, которые могли оставаться анимистами.

### Восточные регионы
В 996 году Сяо Хэндэ совершил неудачный поход против племён уго. Тем не менее, на следующий год их вождь прибыл ко двору для принятия подданства. В начале 1013 года начались новые волнения среди уго и диле. Они были быстро усмирены. В 1015 году туда была отправлена новая армия во главе с Елюй Шиляном. На реке Люйцзюйхэ был основан ляоский город и поставлен гарнизон.
Крупное восстание бохайцев вспыхнуло в восточной части Империи в 1029 году. Оно было вызвано решением правительства Ляо уравнять бохайцев с китайскими подданными империи и начать взыскивать с них налоги на вино, соль, винные дрожжи, а также повысить внутренние пошлины. Возглавил восстание Да Яньлинь, потомок основателя бохайской династии. Ему удалось захватить Восточную столицу и посадить в темницу наместника Сяо Сяосяня и его жену — принцессу Нань-ян. Три генерала были убиты. Воссозданное бохайское государство было названо Син Ляо. Ван Корё не стал посылать солдат на помощь восставшим, но предоставил дань, а вот чжурчжэни присоединились.
Войска киданей под командованием Сяо Сяому разбило бохайскую армию на реке Пушуй, использовав неожиданные фланговые удары. Летом 1030 года кидани осадили Восточную столицу и полностью взяли её в кольцо укреплений. В 8-м лунном месяце один из полководцев открыл перед киданьской армией ворота. Восстание было подавлено, но всё же Шэн-цзун отменил ввод новой системы налогообложения.

## Война с чжурчжэнями
В 984 году Елюй Пунин и Сяо Циньдэ успешно ходили в поход на чжурчжэней, за что были награждены. В 985 году Елюй Мулугу, Сяо Талань, Елюй Сечжэнь, и Сяо Циньдэ отправились в поход против чжурчжэней. Число пленных составило 100 000 человек, 200 000 лошадей и других вещей без счёта. Император приказал устроить пир прямо в поле для возвратившихся амбаней. Бои киданьской армии с чжурчжэнями случались в 985—986 (особенно крупный и успешный), 988 и 990 годах в бассейне реки Ялуцзян. В 991 году в устье Ялуцзяна были возведены 3 крепости. Корейцы также построили крепость на своём берегу. В результате этих действий чжурчжэни были лишены возможности сообщаться с сунцами.

## Корё
Корейское царство занимало по отношению к кидяням бдительный нейтралитет на протяжении второй половины X века. С одной стороны, и кидани и корейцы враждовали с чжурчжэнями. С другой стороны, Корё традиционно поддерживало связи с формальным сувереном — империей Сун. Кидани и корейцы не могли не столкнуться.
В 993 году началась Первая Корё-киданьская война. Восьмисоттысячную (возможное преувеличение) киданьскую армию возглавил Сяо Хэндэ. Авангард корейской армии был разбит в уезде Поксон, и кидани вышли на берег реки Чхончхонган. Сопротивление корейских войск остановило киданей. Переговоры привели к заключению мира на взаимовыгодных условиях: Корё становилось вассалом Ляо, но кидани уступали корейцам чжурчжэньские земли в районе Ялуцзян. В 995 году корейцы отправили к Шэн-цзуну 10 человек для изучения киданьского языка. В 998 году было отправлено посольство для признания коронации Мокчона.
Мир оказался крайне непрочным. Последовали Вторая и Третья война с Корё. Вторая война началась в 1009/1010 годах и была вызвана самовольным занятием трона ваном Хёнджоном. Осенью 1010 года он лично выступил вместе с армией. После переправы через Ялуцзян, кидани прогнали войска Ган Чжо, который перешёл к обороне Тунчжоу. Елюй Дилу навязал ему сражение и смог взять в плен. Другая армия корейцев была разбита на перевале Угодэ Сяо Паем. Шэн-цзун был склонен принять мирное предложение, поступившее от вана. Во время переговоров, направленный в Кэсон ляоский генерал Мабую выяснил, что корейский генерал Цзо Сычжэн уже убил 10 ляосцев, направленных для принятия капитуляции вана. Шэн-цзун приказал Илиню, Сяо Пяю и Паньлу взять город. Четырёхсоттысячная армия киданей захватила Кэсон. Поскольку ван бежал, а корейцы продолжали сражаться, кидани вернулись, понеся значительные потери. Четыре приобретённые киданями округа Тунчжоу, Хочжоу, Гуйчжоу, Нинчжоу тут же отпали. В 1012 году начались переговоры, но кидани настаивали на передаче Ляо 6 городов, что корейцы не хотели принять. В 1015 году Елюй Шилян, только что усмиривший уго, был отправлен на войну с Кореей. В 1016 году к нему был прикомандирован Сяо Цюйлей. Шилей вскоре умер.
Военные действия то возобновлялись, то утихали до 1016 года, когда Ляо начало готовить значительную армию для вторжения.
В середине 1017 года Шэн-цзун назначил Сяо Хэчжоу главнокомандующим, его заместителем Ван Цзичжун и Сяо Цюйлей. Хэчжоу не добился успехов.
В конце 1018 года киданьская армия в размере 100 000 человек вошла в Корё. Командовал на этот раз Сяо Пай. Кидани не смогли дойти до столицы и были разбиты на обратном пути. Ляоская армия была зажата между двух рек, причём часть воинов нарушили строй и в бегстве стали нападать на своих, многие утонули.
В 1020 году корейцы согласились заключить мир и выплачивать Ляо установленную дань.

## Западная граница
В 994 году кидани совершили поход на цзубу. Походом формально руководила Елюй Хулянь — двоюродная бабка императора. Кидани восстановили свой форпост на уйгурских землях — Чжэньчжоу — ныне Чинтолгой-балгас (47°55′51″ с. ш. 104°32′24″ в. д.). Там поселили 20 000 киданьских воинов и придали им 700 семей, собранных из разных регионов империи. Хатун-хот был основан в том же году. Столкновения с кочевниками на западной границе то усиливались, то ослабевали. Ляоское правительство, действуя как земледельческая цивилизация, пыталось укрепить степную границы путём строительства системы крепостей и городков. Проблемы возникали в области снабжения гарнизонов припасами. Жизнь на северо-западной границе была тяжёлой как для воинов, так и для приписанных к ним крестьян.
В 996 году восстали 8 племён Диле в Монголии. Сяо Талинь смог захватить половину из них. Причиной восстания было признано плачевное положение населения северо-западной окраины Ляо.
В 1007 году Сяо Туюй ходил на границу для установления ляоской власти. Затем он отправился в Ганьчжоу для усмирения Уйгуров, обошлось без военных действий. В 1010 году Туюй взял и разрушил уйгурский город Сяочжоу,все жители были переселены в другой город, который для этого восстановили из руин.
В 1013 году Елюй Хуаго ходил 2 раза в западные области Ляо. Против кого точно был направлен первый поход не ясно, но во втором был разбит вождь цзубу по имени Уба. На следующий год он приехал ко двору и был сделан ваном.
В 1026 году цзубу снова стали нападать на Ляо. Сяо Хуэй был отправлен против них. Восстание только расширилось, и ляосцы понесли потери: были убиты генералы Нелигу и Хобулюй. Только к 1028 году цзубу снова покорились, но, с другой стороны, на Ляо стали нападать тангуты и отнимать скот.

## Си Ся
В самом начале правления на Ляо напали 15 тангутских племён (дансяны). Хань Давэй разбил их и постепенно оттеснил.
В 986 году Шэн-цзун признал Ли Цзицяня, восставшего против Сун вождя тангутов, и назначил его цзедуши Динъань. Союз был скреплён браком. В 990 году кидани признали Цзицяня ваном Тангутов. Но уже в 991 году Цзицянь заключил союз с Сун. Ляо послали экспедицию и сожгли Иньчжоу. Уже к 997 году кидани и тангуты снова помирились. Политика Цзицяня заключалась в лавировании между Сун и Ляо с целью сберечь своё небольшое царство.

## Война с Северной Сун

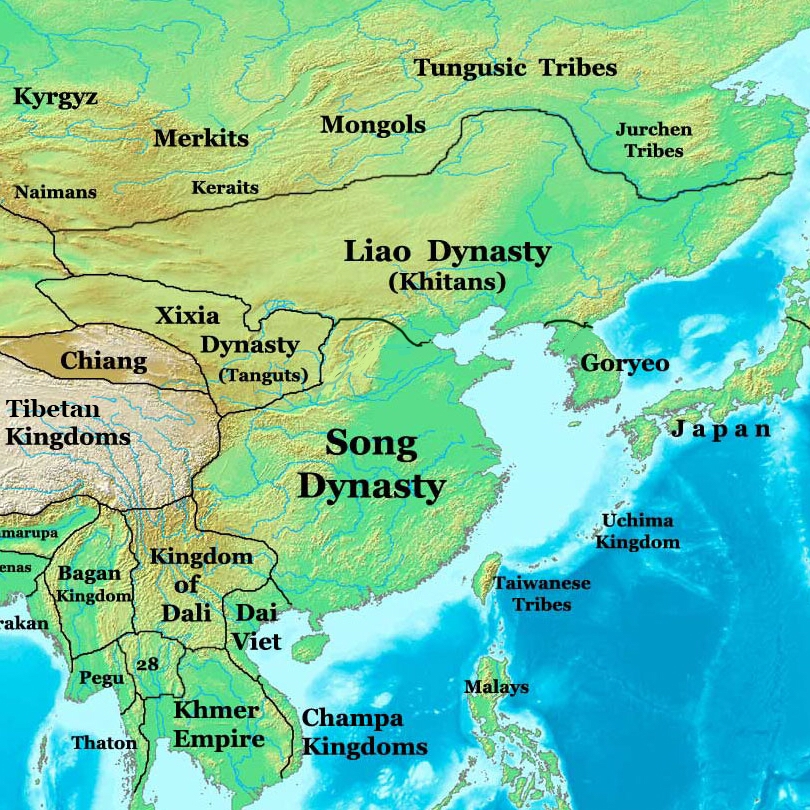
Территория Ляо в 1025 году.

Уже спустя пару месяцев после вступления императора на престол, сунцы отправили посла с предложением мира и подарками, но кидани отказали в аудиенции, ссылаясь на отсутствие у посла официальных писем от императора. Некоторая нестабильность наблюдалась на границе. Сначала 70 сунских деревень перешли в подданство Ляо, но спустя 3 месяца Елюй Шампу был вынужден уговаривать вернуться 1 000 ляоских семей, бежавших в Сун. В 986 году в Ляо бежал сунский генерал Ли Цзицзун. Он был назначен цзедуши.
Тот факт, что кидани владели 16 округами, не мог устроить сунских китайцев.
Война 986 года была начата Сун с целью захвата Пекина и 16 округов. В 3-м месяце Елюй Сюгэ направил доклад о вторжении крупных сил империи Сун. Китайская армия подходила к Пекину тремя колоннами. Чжочжоу, Гучжоу и Аньчжоу были сразу захвачены. Император объявил сбор всей армии. Наместник Восточной столицы, Елюй Мочжи, был назначен командующим арьергардом с правом казнить любого киданя, бежавшего от битвы. Между тем, Елюй Пудэ разбил сунцев у городка Гуань (Ланфан). Елюй Сюгэ принял решение изматывать сунскую армию мелкими стычками, оттягивая время до подхода основных войск. Вскоре коммуникации сунцев сильно пострадали, и командующий Цао Бинь был вынужден развернуть часть армии.
Чжао Яньчжэн, губернатор Шочжоу и Чжочжоу с цзедуши Чжао Яньцзанем перешли на сторону Сун. Тянь Чжунцзинь разбил часть ляоских войск. Вскоре на сторону Сун перешли Инчжоу, Фэйху и Линцю. Император отправил Елюя Мулугу с войском на помощь Сюгэ. Вскоре тиинь Яо и Хань Дэвэй отбросили сунские войска. Пянь Мэй захватил ляоский Юньчжоу. Основная армия сунцев под командованием Цао Биня и Ми Синя подвергалась нападениям лёгкой конницы Сюгэ: кидани нападали, когда в лагере был обед, мешая воинам врага нормально есть и пить. Через четыре дня уставшая сунская армия добралась до города Чжочжоу. Получив известие о подходе основных ляоских сил вместе с императором и императрицей-матерью, сунцы стали отступать. Сюгэ получил отборные отряды и преследовал их, пока они не укрепились в лагере. Ляосцы окружили лагерь, и Цао Бинь и Ма Синем бежали ночью, прорвав оцепление. Остальная армия была разбита на утро. Сюгэ переместился к Ичжоу. В июне в битве у перевала Цигоу сунская армия была разбита. Сунские войска были застигнуты врасплох у берега реки Шахэ и уничтожены киданями. В преследовании сунцев отличился Елюй Пудэ, Хэлуду, Сели. Елюй Сечжэнь, Сяо Талань, Елюй Дицзы были отправлены в Шаньси отбивать захваченные города. У города Динъань Сечжэнь разбил сунскую армию под командованием Хэ Линту.
Сечжэнь осадил гарнизон города Юйчжоу. Узнав, что к ним движется подкрепление, кидани спрятали часть войск в засаде у перевала. Кидани ударили одновременно и по подошедшим подкреплениям, и по гарнизону, который вышел из ворот. Погибло 20 000 сунцев. Юйчжоу и соседний Хуаньчжоу сдались киданям. Спасать положение в Шаньси отправился прославленный сунский генерал Ян Е. Кидани снова разделились, и Сечжэнь вышел навстречу, а Сяо Талань расположился в засаде. Притворным отступлением Сечжэнь заманил Ян Е в засаду и разбил его войско. Ян Е был ранен стрелами, взят в плен и вскоре умер от ран. Эта победа была использована киданями для деморализации оставшихся гарнизонов в Шаньси. Цао Бинь и Ми Синь с новой армией пересекли Цзюймахэ. Елюй Сюгэ вышел навстречу, и обе армии застыли, растянув фронт на 6-7 ли. Сунцы стали окапываться. Тем не менее, Сюгэ смог выбрать момент и разбить противника. Тем временем, в Юйчжоу заговорщики убили ляоского цзедуши Сяо Чоли и перешли к Сун. В бою за стены города Гуань (Ланфан) отличился Елюй Пудэ, первым взобравшийся на стену. Император приказал наградить Пудэ, а горожан простить.
В 5-м месяце ляосцы напали на войска Цао Биня и Ми Синя у заставы Цигоугань и победили их. Во время бегства много сунцев утонуло. Ляосцы окружили бегущих у заставы Гаоян и уничтожили их. Часть воинов ляосцы имели возможность блокировать в близлежащем городе и уничтожить, но ввиду праздника решили отпустить. За эту операцию Елюй Сюгэ получил титул Чун-вана. Шэн-цзун приказал Сюгэ собирать войска и снаряжение в Пекине и обещал осенью сам возглавить армию в поход на Сун. Готовясь к походу, император провёл пышные праздники, при этом одаривая воинов. С другой стороны, наказание постигло значительное число сановников, нерадиво ведших войну. Награждён был также Елюй Сэчжэнь, совершивший поход против чжурчжэней и вернувшийся для войны с Сун. Он был назначен тайбао.
В октябре император с супругой прибыли в Пекин и стали готовиться к походу, проверяя личный состав, оружие и припасы. Елюй Сюгэ должен был вести авангард. Сунцы стали отходить и сожгли мост. В декабре 986 года Лубугу и Елюё Пань были разбиты сунцами под Тайчжоу.
В начале января 987 года Сюгэ разбил сунскую армию под Ванду. Ляосцам также удалось разгромить караван с провиантом для сунской армии. Император сам повёл армию против сунских генералов Лю Тинжана и Ли Цзинюаня в нынешнем Жэньцю. Сунцы потерпели поражение. Участились случаи грабежа местности ляосцами. Генерал Ли Цзицянь с 500 всадниками перешёл на сторону Ляо. Он женился на девице из рода Елюй, а его внук создаст государство Си Ся.
2 февраля 987 года, на Новый год по китайскому календарю, ляосцы продолжили наступление, занимая города и уезды. Город Вэньань был взят штурмом 4 февраля, мужчин перебили за отказ сдаться, остальных взяли в плен.
В начале мая Шэн-цзун вернулся в Пекин. Война временно затихла. Император наградил титулами вдовствующую императрицу.
В сентябре 988 года Сюгэ напал на сунцев в области Лайюань и разбил их. Сяо Циньдэ совершил успешный поход против чжурчжэней. Шэн-цзун стал собираться в новый поход против Сун. Император подошёл к городу Чжочжоу, который сдался после короткого приступа. Сунские войска, шедшие на помощь, повернули назад и были разбиты киданями. В октябре кидани усилили натиск. Сунцы потерпели поражение у заставы Ицингуань. Сунский генерал Ли Син был разбит Сюгэ в бою при Динчжоу. Шэн-цзун вместе с Сечжэнем продолжили захватывать сунские города. Город Маньчэн сдался ляосцам, предварительно выпустив гарнизон. Цичжоу было разграблено киданями. У заставы Ицзингуань было убито 1000 сунских воинов.
В 989 году на сторону Ляо перешёл сунский генерал Гао Жун. В бою у Лайюань сунские войска были разбиты. Население области и часть гарнизона, сдавшегося киданям, переселили в Пекин. В мае ляосы приняли племя тухуней, которые решили выйти из сунского подданства. В июне Сюгэ принял сдачу 700 сунских воинов города Маньчэн и доставил их императору. Во время летней жары сунский генерал Лю Тинчжан неожиданно атаковал город Ичжоу. Елюй Сюгэ разбил его у реки Шахэ.
В 990 году один из вождей чжурчжэней, ранее чинивший вред киданям, помирился с императором и был пожалован чином Шуньхуа-вана. 21 декабря прибыл посол от Ли Цзицяня. Он объявил о захвате Линьчжоу (Шэньму) и Лучжоу (Фусянь). Кидани признали за ним титул Ся-гована.
В 991 году сунский генерал Ли Цзипэн бежал в Ляо и получил титул Сипин-вана. В начале следующего года император отправил посольство к Цзицяню, поскольку до него дошли слухи о возможном заключении мира между Ся и Сун. По возвращении посольства выяснилось, что Цзицяня они так и не встретили, зато ляоский Хань Дэвэй успел ограбить земли тангутов. Цзицянь подал жалобу, и Шэн-цзун приказал заплатить ему компенсацию.
В 994 году Сунский император запросил мира, но кидани отвергли предложение. Активные военные действия были приостановлены.
Осенью 999 года Шэн-цзун с войском подошёл к городу Суйчэн, но не смог взять его. Отойдя от города, ляосцы смогли разбить отряд Кан Чжаои и Сун Шуня, поскольку гарнизон города вышел в поле. Император повернул войска и быстрым ударом взял Суйчэн. В 1000 году кидани вернулись в Пекин.
Зимой 1001 года война возобновилась. Лян-гован отправился вперёд с авангардом. У Суйчэна он разбил сунцев. Наступление киданей на Маньчэн было прекращено из-за ливней.
В 1002 году Сяо Талинь нанёс поражение сунцам у Тайчжоу.
Летом 1003 года Елюй Нугуа и Сяо Талинь разбили войска Ван Цзичжуна и захватили его в плен.
В 1004 году Шэн-цзун сам повёл войска и разбил сунцев. Удача также сопутствовала Талиню у Суйчэна. Инчжоу кидани осадили, а Цичжоу сдался. У Юннянь Елюй Кэли разбил сунцев. Под Тайюанем Талинь был убит выстрелом из самострела. Кидани вышли к Шаньюни, городу в 160 км к северу от Кайфына. Несмотря на глубокие рейды киданей, иногда пересекавших Хуанхэ, сил Ляо было недостаточно для сокрушения многолюдной Сун. 10 января 1005 года Цао Лиюн прибыл в ставку Шэн-цзуна для обсуждения вопроса о мире. С ответной миссией в Сун отправился Хань Ци. От императора Сун прибыл Ли Цзичан с посланием о готовности подписать мирный договор.
На переговорах в начале 1005 года Ляо и Сун подписали Шаньюаньский договор. Кидани согласились признать сунского императора «старшим братом» императора Ляо. Сун обязалось платить Ляо 200 000 отрезов шёлка и 100 000 лян серебра ежегодно. Другие условия касались восстановления мирной жизни на границе, возвращении беглецов, соблюдения политического этикета и двусторонней торговли. Выплата дани не была особо тягостной для Сун, учитывая огромные объёмы производящегося шёлка и торговый баланс — кидани были вынуждены расплачиваться с сунскими купцами серебром. Договор стабилизировал политическую ситуацию на северной границе Китая. С некоторыми изменениями договор оставался в силе до конца существования Ляо. Чжурчжэни, основавшие Цзинь, фактически соблюдали договор. Можно сказать, что политическая ситуация была стабилизирована вплоть до Монгольских завоеваний.

## Кончина
Весной 1031 года Шэн-цзун, по киданьскому обычаю, переезжал на весенне набо (охотничий лагерь и временная ставка). Он почувствовал себя плохо. В 6-м месяце, находясь севернее реки Дафухэ император умер. Видимо, он давно страдал диабетом.
При дворе началась борьба за власть. Императрица Цитянь (в девичестве Сяо Пусагэ) — старшая жена Шэн-цзуна, потеряла двух сыновей, которые умерли во младенчестве. Старшая наложница Сяо Ноуцзинь (Шуньшэн) была матерью наследника — будущего императора Син-цзуна. Ноуцзинь быстро добилась своего объявления «вдовствующей императрицей Фатянь (Циньай)». Императрица Цитянь вскоре была сослана и принуждена совершить самоубийство. Власть в стране была захвачена матерью императора, её братьями и другими приближёнными.